# Friedrich Wilhelm von Boeselager
Friedrich Wilhelm Anton Joseph Freiherr von Boeselager (* 1. November 1778 in Münster; † 1851) war Domherr in Münster und Osnabrück.

## Leben
Friedrich Wilhelm Anton Joseph von Boeselager wurde als Sohn des Kaspar Friedrich von Boeselager zu Eggerfelden (1743–1801) und seiner Gemahlin Maria Anna von Ketteler zu Harkotten (1750–1820) geboren. Seine Schwester Maria Anna (1774–1848) war mit Max Friedrich Freiherr von Oer verheiratet. Sein Bruder Friedrich Ferdinand (1781–1863) war Domherr in Osnabrück und Münster. Sein Bruder Maximilian von Boeselager war mit Bernhardine von Boeselager verheiratet. Sie war eine Schwester des Domherrn Kaspar Anton von Boeselager (1779–1825) und des Bürgermeisters Maximilian Anton von Boeselager.
Friedrich Wilhelm begann im Oktober 1796 ein Studium in Münster. Er erhielt die Dompräbende, auf die Paul Karl von Hanxleden zu Eickel im Jahre 1798 verzichtet hatte. Am 15. Juni 1802 wurde Friedrich Wilhelm auch Domherr in Osnabrück. Friedrich Wilhelm empfing keine Höheren Weihen.

## Weblink
- Friedrich Wilhelm von Boeselager in der Personendatenbank der Germania Sacra